# 克利尼昂库尔门站
克利尼昂库尔门站（法語：Porte de Clignancourt）是巴黎地鐵的一個車站，得名于克利尼昂库尔门。克里尼昂庫爾門站是巴黎地鐵4號線的北側終點站，位於巴黎18區。克里尼昂庫爾門站開業於1908年4月21日。克利尼昂库尔门站地處巴黎市區的北沿，附近有一個大型的跳蚤市場。

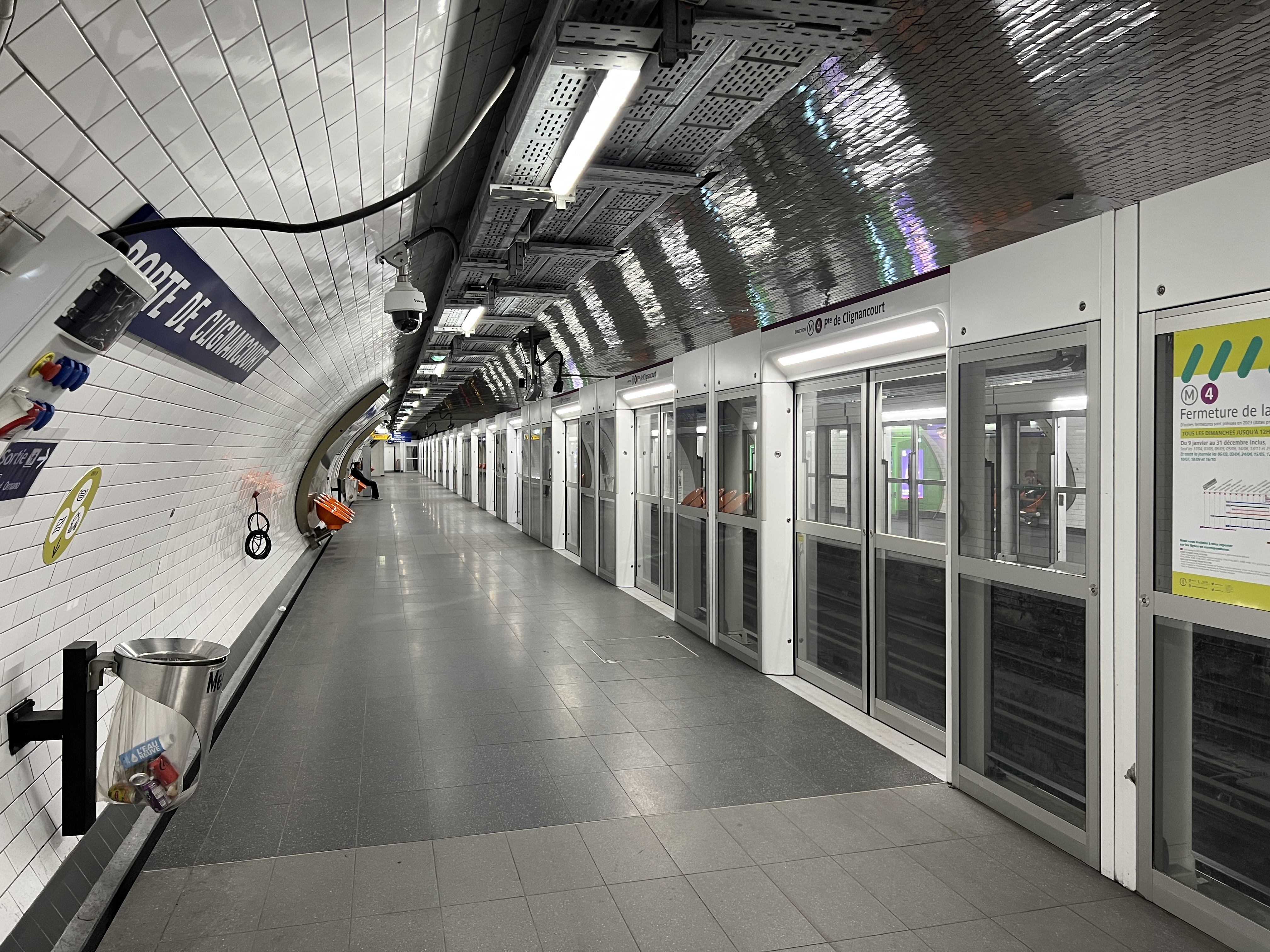
月台 (2022年7月)

## 車站結構
| 街道層    |                    |                                |
| B1        | 月台連接夾層       |                                |
| 4號線月台 | 側式月台，右側開門 | 側式月台，右側開門             |
| 4號線月台 | 北行               | 只限落客                       |
| 4號線月台 | 南行               | 往巴涅-露西·奧布拉克（辛普朗） |
| 4號線月台 | 側式月台，右側開門 |                                |